# Serrat de la Collada
El Serrat de la Collada és un serrat del terme municipal de Tremp, del Pallars Jussà, antigament del terme d'Espluga de Serra, de l'Alta Ribagorça.
Té el seu extrem sud-est pràcticament en el mateix poble dels Masos de Tamúrcia, i des d'ell baixa cap al nord-oest, en direcció a la Noguera Ribagorçana. El seu extrem nord-oest és, de fet, ja dins del terme municipal ribagorçà de Sopeira.